# Yulimar Rojas
Yulimar Rojas (Caracas, 21 oktober 1995) is een Venezolaanse atlete, die zich heeft toegelegd op de springnummers en zich daarbij met name heeft gespecialiseerd in het hink-stap-springen, al was zij als junior in Zuid-Amerika aanvankelijk op hoog- en verspringgebied succesvol. Ze vertegenwoordigde haar vaderland tweemaal op de Olympische Spelen; de eerste keer veroverde zij de zilveren medaille, de tweede keer werd zij olympisch kampioene met een wereldrecordprestatie.  Zij is bovendien drievoudig en regerend wereldkampioene hink-stap-springen, zowel in- als outdoor. Zij is de eerste die haar vaderland in 2017 een gouden WK-medaille bezorgde.

## Carrière

### Start als hoogspringster
De in Caracas geboren Rojas groeide op in Puerto La Cruz in de Venezolaanse deelstaat Anzoátegui, waar zij aanvankelijk geïnteresseerd raakte in volleybal. Geënthousiasmeerd door het nationale team, dat zich had gekwalificeerd voor de Olympische Spelen van 2008 in Peking, meldde zij zich aan bij het sportcentrum. Daar viel zij direct op bij de aanwezige atletiekcoaches, die haar wisten over te halen om aan atletiek te gaan doen.
Op vijftienjarige leeftijd nam zij vervolgens deel aan haar eerste grote wedstrijd, de Nationale Spelen van Venezuela, waar zij het hoogspringen won met een sprong over 1,70 m. Haar eerste internationale succes volgde in 2011, toen zij bij de Zuid-Amerikaanse jeugdkampioenschappen in het Colombiaanse Medellín het hoogspringen won met 1,78.
In het volgende jaar wist zij die hoogte niet te verbeteren noch te evenaren. Bij de Ibero-Amerikaanse kampioenschappen werd echter door de concurrentie dik over de 1,80 gesprongen, dus eindigde Rojas daar met haar 1,75 slechts als zesde. Op de Zuid-Amerikaanse kampioenschappen voor U23-atleten deed zij het, ondanks 1,73 als beste sprong, in elk geval beter door er nog brons mee te winnen, maar op de Zuid-Amerikaanse jeugdkampioenschappen was zij totaal niet in staat om haar titel te prolongeren en belandde zij met 1,68 buiten het podium.

### Ver- en hink-stap-springen komen erbij
In 2013 wist Rojas die neerwaartse lijn weer om te buigen. Al vroeg in dat jaar verbeterde zij in Barquisimeto haar beste prestatie ooit tot 1,87, een Zuid-Amerikaans jeugdrecord. Vervolgens veroverde zij tweemaal zilver, eerst bij de Pan-Amerikaanse jeugdkampioenschappen en daarna op de Bolivariaanse Spelen, in beide gevallen met sprongen over 1,76. Bovendien nam zij bij die laatste gelegenheid ook deel aan het verspringen, waarop zij met 5,87 tot een zesde plaats kwam. Dat jaar verbeterde zij haar verspring-PR tot 6,23.
In 2014 verdeelde Rojas haar aandacht voor de horizontale en verticale springnummers gelijkmatiger. In maart, bij de Zuid-Amerikaanse Spelen, veroverde zij met een sprong over 1,79 haar eerste gouden medaille op een seniorentoernooi. Vervolgens werd zij op de wereldkampioenschappen voor junioren U20 in Eugene elfde bij het verspringen. Bij het hink-stap-springen eindigde ze als zevende in haar kwalificatiegroep en als zeventiende in totaal en werd zodoende uitgeschakeld voor de finale. Op het Pan-Amerikaanse Sportfestival in Mexico-stad won zij daarna haar eerste gouden medaille bij het verspringen met een verste sprong van 6,53, daarbij geholpen door te veel rugwind. Op de Zuid-Amerikaanse U23-kampioenschappen werd het zelfs tweemaal goud; het hink-stap-springen won zij met 13,31, het verspringen met 6,36, een toernooirecord. Ten slotte miste zij dat jaar op beide onderdelen met twee vierde plaatsen net het podium op de Centraal-Amerikaanse en Caribische Spelen.
Het jaar daarop bevestigde Rojas haar status van beste Venezolaanse springster ooit door met twee nationale records, 6,57 bij het verspringen en 14,17 bij het hink-stap-springen, beide nationale titels te veroveren. Vervolgens werd zij op haar negentiende, bij haar debuut op de Zuid-Amerikaanse kampioenschappen, ook kampioene hink-stap-springen van het gehele Zuid-Amerikaanse continent.   

### Focus op hink-stap-springen
In Portland nam de Venezolaanse in 2016 deel aan de wereldindoorkampioenschappen. Het was haar eerste grote seniorentoernooi op mondiaal niveau en direct was het raak: met 14,41 werd ze kampioene bij het hink-stap-springen. Het maakte haar in een klap tot een van de favorietes voor een olympische medaille, zeker nadat zij in juni bij wedstrijden in Madrid ook nog eens voor het eerst de vijftien meter-grens was gepasseerd en haar eigen nationale record hink-stap-springen op 15,02 had gesteld. Die verwachting maakte zij waar. Want op de Olympische Spelen van 2016 in Rio de Janeiro veroverde Rojas met 14,98 op haar specialiteit de zilveren medaille. Alleen regerend wereldkampioene Caterine Ibargüen uit Colombia bleek met 15,17 te sterk voor haar. Wel opvallend, deze overheersing van twee Zuid-Amerikaanse springsters op dit onderdeel.  
Een jaar later veroverde Rojas in Londen als eerste Venezolaanse ooit de wereldtitel met een sprong van 14,91. Ditmaal waren de rollen van Rio omgedraaid en troefde zij titelverdedigster Ibargüen met 2 centimeter af. Die kwam nu niet verder dan 14,89.

## Titels
- Olympisch kampioene hink-stap-springen - 2020
- Wereldkampioene hink-stap-springen - 2017, 2019, 2022, 2023
- Wereldindoorkampioene hink-stap-springen - 2016, 2018, 2022
- Zuid-Amerikaanse Spelen kampioene hoogspringen - 2014
- Zuid-Amerikaans kampioene hink-stap-springen - 2015
- Zuid-Amerikaans kampioene U23 verspringen - 2014
- Zuid-Amerikaans kampioene U23 hink-stap-springen - 2014
- Zuid-Amerikaans jeugdkampioene hoogspringen - 2011

## Persoonlijke records
Outdoor
| Onderdeel          | Prestatie    | Datum           | Plaats       |
| ------------------ | ------------ | --------------- | ------------ |
| hoogspringen       | 1,87 m       | 6 april 2013    | Barquisimeto |
| verspringen        | 6,57 m (NR)  | 17 april 2015   | Barinas      |
| hink-stap-springen | 15,67 m (WR) | 1 augustus 2021 | Tokio        |

Indoor
| Onderdeel          | Prestatie    | Datum         | Plaats   |
| ------------------ | ------------ | ------------- | -------- |
| hink-stap-springen | 15,74 m (WR) | 20 maart 2022 | Belgrado |

## Palmares

### hoogspringen
Kampioenschappen
- 2011:  Zuid-Amerikaanse jeugdkamp. - 1,78 m
- 2012: 6e Ibero-Amerikaanse kamp. - 1,75 m
- 2012:  Zuid-Amerikaanse U23-kamp. - 1,73 m
- 2012: 4e Zuid-Amerikaanse jeugdkamp. - 1,68 m
- 2013:  Pan-Amerikaanse jeugdkamp. - 1,76 m
- 2013:  Bolivariaanse Spelen - 1,76 m
- 2014:  Zuid-Amerikaanse Spelen - 1,79 m

### verspringen
Kampioenschappen
- 2013: 6e Bolivariaanse Spelen - 5,87 m
- 2014: 11e WK U20 - 5,81 m
- 2014:  Pan-Amerikaans Sportfestival - 6,53 (rw)
- 2014:  Zuid-Amerikaanse U23-kamp. - 6,36 m
- 2014: 4e Centraal-Amerikaanse en Caribische Spelen - 6,24 m
- 2015: 4e Zuid-Amerikaanse kamp. - 6,20 m (+2,4 m/s)

### hink-stap-springen
Kampioenschappen
- 2014: 7e in kwal. WK U20 - 12,99 m
- 2014:  Zuid-Amerikaanse U23-kamp. - 13,35 m
- 2014: 4e Centraal-Amerikaanse en Caribische Spelen - 13,54 m
- 2015:  Zuid-Amerikaanse kamp. - 14,14 m (+2,8 m/s)
- 2016:  WK indoor - 14,41 m
- 2016:  OS - 14,98 m
- 2017:  Zuid-Amerikaanse kamp. - 14,36 m
- 2017:  WK - 14,91 m
- 2018:  WK indoor - 14,63 m
- 2019:  WK - 15,37 m
- 2021:  OS - 15,67 m (WR)
- 2022:  WK indoor - 15,74 m (WR)
- 2022:  WK - 15,47 m
- 2023:  WK - 15,08 m

## Onderscheidingen
- IAAF-atlete van het jaar - 2020, 2023 (techn. onderdelen)

1996: Inessa Kravets ·
2000: Tereza Marinova ·
2004: Françoise Mbango Etone ·
2008: Françoise Mbango Etone ·
2012: Olga Rypakova ·
2016: Caterine Ibargüen ·
2020: Yulimar Rojas ·
2024: Thea LaFond
1993: Anna Birjoekova ·
1995: Inessa Kravets ·
1997: Šárka Kašpárková ·
1999: Paraskeví Tsiamíta ·
2001: Tatjana Lebedeva ·
2003: Tatjana Lebedeva ·
2005: Trecia Smith ·
2007: Yargelis Savigne ·
2009: Yargelis Savigne ·
2011: Olha Saladoecha ·
2013: Caterine Ibargüen ·
2015: Caterine Ibargüen ·
2017: Yulimar Rojas ·
2019: Yulimar Rojas ·
2022: Yulimar Rojas ·
2023: Yulimar Rojas